# Dibrivka (okres Ťačiv)
Dibrivka (ukrajinsky Дібрівка, rusínsky Дубровка, maďarsky Dubrovka) je vesnice v bedevlanské vesnické komunitě, v ťačivském okresu Zakarpatské oblasti Ukrajiny. V roce 2001 zde žilo 440 obyvatel, většinou rusínské národnosti.